# スル・キョフテ

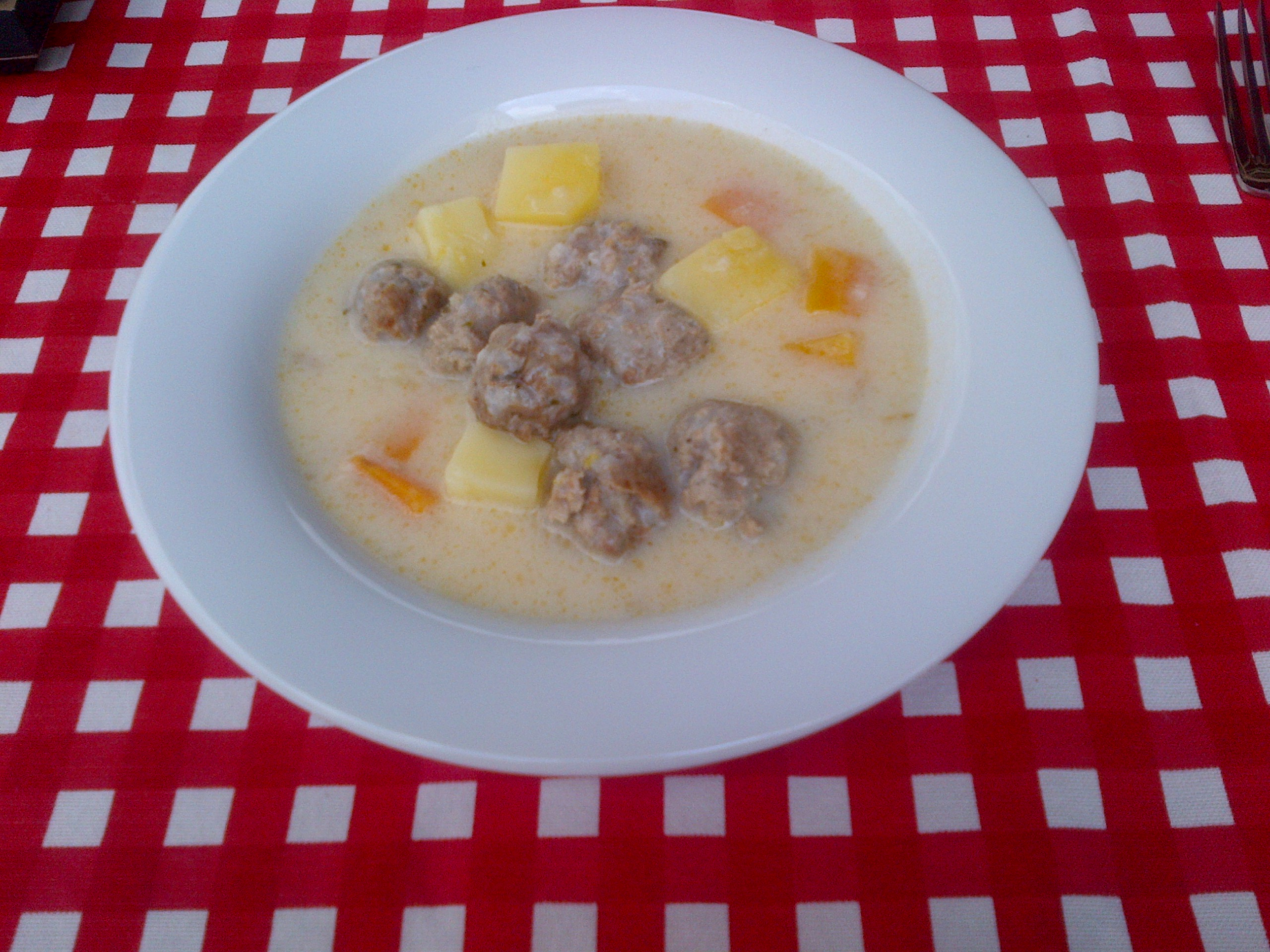
テルビイェソースで仕上げられたエクシリ・キョフテ

スル・キョフテ（トルコ語：Sulu köfte）は、肉団子（キョフテ）を用いたトルコのシチュー、あるいは濃厚なスープ（チョルバ）である。牛挽肉に米かブルグル、小麦、玉ねぎ、香辛料を混ぜて作られたミートボールが入れられることが普通で、トマトソースやオリーブオイル、サルチャ（トルコの赤唐辛子ペースト）を加えた肉汁で煮込まれる。
アヴゴレモノソースを入れて作られた類似料理は、エクシリ・キョフテあるいはテルビイェリ・キョフテと呼ばれる。